# 독일어 부사구
부사(adverb)는 동사(verb)의 의미를 수식하는 한 단어이고, 부사구(adverbial phrase)는 같은 기능을 수행하는 복수 단어들의 조합이다. 독일어는 여러 종류의 부사구를 포함한다. 독일어 부사 중 많은 것들은 형용사와 그 형태를 같이 한다. 영어에서는 같은 뜻을 가진 형용사에서 유래한 부사는 '-ly' 등의 어미를 형용사 뒤에 붙여서 형태적으로 구분하지만(ex) glad-gladly), 독일어의 경우 어미 추가 등의 형태 변화가 없다.

## 원래부터 부사인 어휘
많은 부사가 형용사에서 유래한 것은 아니다. 부사들은 매우 중요한 뜻을 포함하기도 한다. nicht(영어 not), leider(영어 unfortunately), gerne(영어 gladly) 등이 있다.

## 부사적 의미를 갖는 대격 명사
한 동사의 지속이나 행공간 범위는 대격 명사적 표현으로 표현할 수 있다.
- Das Kind malte die ganze Zeit Bilder.
- The child was painting pictures all the time.
- 아이는 그림을 내내 그리고 있었다.

## 형용사의 부사적 형태
부사의 구조는 다른 언어들에 비해 독일어가 더 단순하다. 하나의 부사는 형용사(혹은 관사)의 굴절형에 불과하다. 이는 비교사 원급(positive form)과 비교급(comparative form)으로 대표된다. 최상급(superlative form)은 전치사 'am'과 접미사 '-en'으로 구성된다. 예) am schönsten("most beautifully").
극히 일부 부사만이 '-stens' 어미를 갖는 분리격(elative form)을 갖는다. 예) schnellstens ('as fast as possible'), bestens ('very well')
schnell ("fast, quickly")
groß ("big, substantially")
fließend ("fluent, fluently")
schneller ("faster, more quickly")
fließender ("more fluent, more fluently")
am schönsten ("most beautiful, most beautifully")
부사는 동사, 형용사, 다른 부사를 수식하기 위하여 사용된다. 비교급과 최상급은 형용사와 부사 수식을 잘 하지 않는다.
Der Vogel fliegt schnell ("the bird flies fast")
Der Vogel fliegt am schnellsten ("the bird flies the fastest")
Ein schrecklich langsam wachsender Baum ("a terribly slow-growing tree") (literally, "a terribly slowly growing tree")
Ein schneller wachsender Baum ("a faster-growing tree")
영어에서 부사는 '-ly' 등의 접미사를 붙여 형용사와 구분된다. 독일어에서 부사는 성, 수. 격의 변화가 없는 것 자체로 형용사와 구분된다. 형용사는 한정하는 위치에 따라 반드시 굴절하기 때문이다.
- ein schrecklich hoher Berg (an awfully high mountain) : schrecklich는 형용사 원형 그대로이다.
- ein schrecklicher, hoher Berg (an awful, high mountain) : schrecklicher는 부정관사 ein 뒤에 왔기 때문에, 원형 schrecklich에 부정관사 뒤에 오는 형용사에 붙이는 주격 남성 혼합변화어미 er을 붙인다.

## '-erweise'로 끝나는 부사
영어와 달리, 독일어에서는 동사나 형용사를 수식하는 부사와 문장 전체를 수식하는 부사와는 다르다. 문장 전체 수식 부사의 경우, 많은 독일어 형용사가 '-erweise'로 끝나는 특별한 부사 형태를 취한다. 예) glücklicherweise(luckily), traurigerweise(sadly) (독일어 Weise = 영어 way, manner).
아래 두 예시에서, 부사 lustig(funnily)는 동사를 수식하지만, lustigerweise(funnily)는 문장 전체를 수식한다.
- Er hat lustig gesungen.(He sang funnily.) ('그는 재밌는 방식으로 노래를 불렀다.')
- Er hat lustigerweise gesungen.(Funnily, he sang.) ('그가 노래하는 것은 재밌었다.')

위의 예시에서 영어 문장을 살펴보면, 문장 전체 수식 부사는 문두에 둠으로써 차이를 둔다. 반면 독일어에서는 문두 혹은 문장 내 어느 곳에든 상관없이 배치할 수 있다.

## 전치사구
전치사구(prepositional phrase는 명사구 1개와 부치사(附置詞, adposition) 즉 전치사나 후치사 혹은 협치사(circumposition) 1개로 구성된다. 명사구의 격(case)은 대격이나 여격이다. 일부 전치사는 항상 대격을 취하고 일부는 여격을 취한다. 각 전치사별로 어떤 격을 취하는 지는 직관적으로 알기 어렵기에 전치사별 정해진 격을 잘 기억해 둬야 한다. '양방향전치사(two way prepositions)'라는 제3전치사군은 문장의 의미에 따라 대격이나 여격을 취한다. 의미상 경계를 가로지르는 움직임(movement across a boundary)의 경우 대격을 취한다. 제한된 영역 내의 움직임(movement within a confined area)은 여격을 취한다.
- Ich schlafe im Haus. (여격) ("I sleep inside the house.")    ["im"은 in과 dem의 축약형]
- Ich laufe ins Haus. (대격) ("I run into the house.")    ["ins"는 in과 das의 축약형]
- Ich laufe im Haus. (여격) ("I run within the house.")

전치사가 항상 장소적 의미(locative meaning)을 갖는 것은 아니라는 것에 주의할 필요가 있다. 서법부사(modal adverb)나 시간부사(temporal adverb)일 수 있다.
전치사구는 부사로서 행동이나 형용사를 묘사할 수 있다. 또한 명사구의 한정사(attribute, 꾸며주는 말)일 수도 있다.
- Ich gehe ins Haus. ("I go into the house.")
- (Eis ist) während der Sommerzeit begehrt. ("ice-cream is much sought-after in the summertime.")

일부 격에서 전치사와 명사구의 관사는 발음을 생략할 수도 있고 반드시 생략해야 한다. 이는 이탈리아어도 비슷하다.
- von dem Himmel (x), vom Himmel (o)

### 대명부사
위치를 대명부사(pronominal adverb)로 대체될 수 있다.
- auf dem Tisch (on the table, 탁자 위) - darauf (on there, 거기 위) (dadrauf는 구어체)
- auf den Berg hinauf (up the mountain, 산 위) - dort hinauf(up there, 거기 위) (dadrauf hinauf는 불가능)
- während der Schulstunde (during the lesson, 수업 동안) - währenddessen(during it, 그 시간 동안)
- der Gerechtigkeit wegen (because of justice, 정의 때문에) - deswegen(because of it / therefore / hence, 그것 때문에/따라서/그래서)
- mit dem Flugzeug (by plane, 비행기를 타고) - damit (by it, 그걸 타고)

대명부사 앞에는 부사절이 올 수 있다.

### 부사절
전치사구와 대명부사 이외에, 부사절(adverbial clause)도 있다. 행동은 물론 명사구와 대명부사에도 적용할 수 있다.
- Ich ging nach Hause, während die Sonne unterging. ("I went home as the sun was setting")
- damals - damals, als/während Helmut Kohl Bundeskanzler war ("in those days, when/while Helmut Kohl was chancellor")
- in jenem Jahr - in jenem Jahr, als/während Helmut Kohl Bundeskanzler war ("in that year, when/while Helmut Kohl was chancellor")

이런 문장은 완전히 위치나 대명부사를 대체할 수 있다.
- damals, als Willy Brandt Bundeskanzler war ("in those days when Willy Brandt was chancellor") -> als Willy Brandt Bundeskanzler war ("when Willy Brandt was chancellor")
- am Himmel, wo die Sonne scheint ("where the sun shines") -> wo die Sonne scheint ("in the sky, where the sun shines")

## 같이 보기
- V1 어순
- 겸자구조
- 독일어
- 독일어 관사
- 독일어 대명사
- 독일어 동사
- 독일어 동사활용
- 독일어 명사
- 독일어 명사화
- 독일어 문법
- 독일어 문장 구조
- 독일어 문장 유형
- 독일어 발음
- 독일어 병렬 생략
- 독일어 부사구
- 독일어 불변화사 목록(1996년 정서법 개정안)
- 독일어 양태불변화사
- 독일어 접두사동사 및 불변화사동사
- 독일어 접속법
- 독일어 정서법
- 독일어 주어 내부 생략
- 독일어 태
- 독일어 형용사
- 독일어 환치사